# João Oliveira (Fussballspieler)
João Pedro Abreu de Oliveira (* 6. Januar 1996) ist ein schweizerisch-portugiesischer Fussballspieler, der beim CD Cova da Piedade unter Vertrag steht.

## Karriere

### Verein
Seine Juniorenzeit verbrachte João Pedro Abreu de Oliveira bei den Vereinen FC Gingins, FC Stade Nyonnais, FC Basel und FC Luzern.
Im Sommer 2015 schaffte er den Sprung ins Kader der 1. Mannschaft des FC Luzern in die Super League, wo er am 31. Mai 2015 seinen ersten Profivertrag bis Ende Juni 2017 unterschrieb. Er debütierte am 18. Juli 2015 im Heimspiel gegen den FC Sion. Sein erstes Pflichtspieltor für die 1. Mannschaft gelang ihm in der 1. Hauptrunde des Schweizer Cups am 16. August 2015 beim Auswärtssieg gegen Servette FC Genève zum Schlussresultat von 2:5.
Am 21. August 2016 schoss Oliveira sein erstes Meisterschaftstor in der Super League für den FC Luzern beim 3:0-Heimsieg gegen den FC Thun.
Oliveira verlängerte am 21. Dezember 2016 seinen Vertrag vorzeitig bis Ende Juni 2019.
Am 15. August 2017 wurde Oliveira vom FC Luzern für ein Jahr bis Ende Juni 2018 mit Option zur definitiven Übernahme an Lechia Gdańsk in die polnischen Ekstraklasa ausgeliehen.
Nach Ende des Leihgeschäfts mit Lechia Gdańsk kehrte Oliveira zunächst zum FC Luzern zurück, wurde aber für die neue Saison 2018/19 an den FC Lausanne-Sport verkauft, wo er einen Dreijahresvertrag unterzeichnete.

### Nationalmannschaft
João Pedro Abreu de Oliveira absolvierte bisher diverse Juniorenländerspiele von der U-15 bis zur U-21 für die Schweiz. Er war von 2016 bis 2018 im Kader der Schweizer U-21-Nationalmannschaft.